# Meilenstein (Güsten)

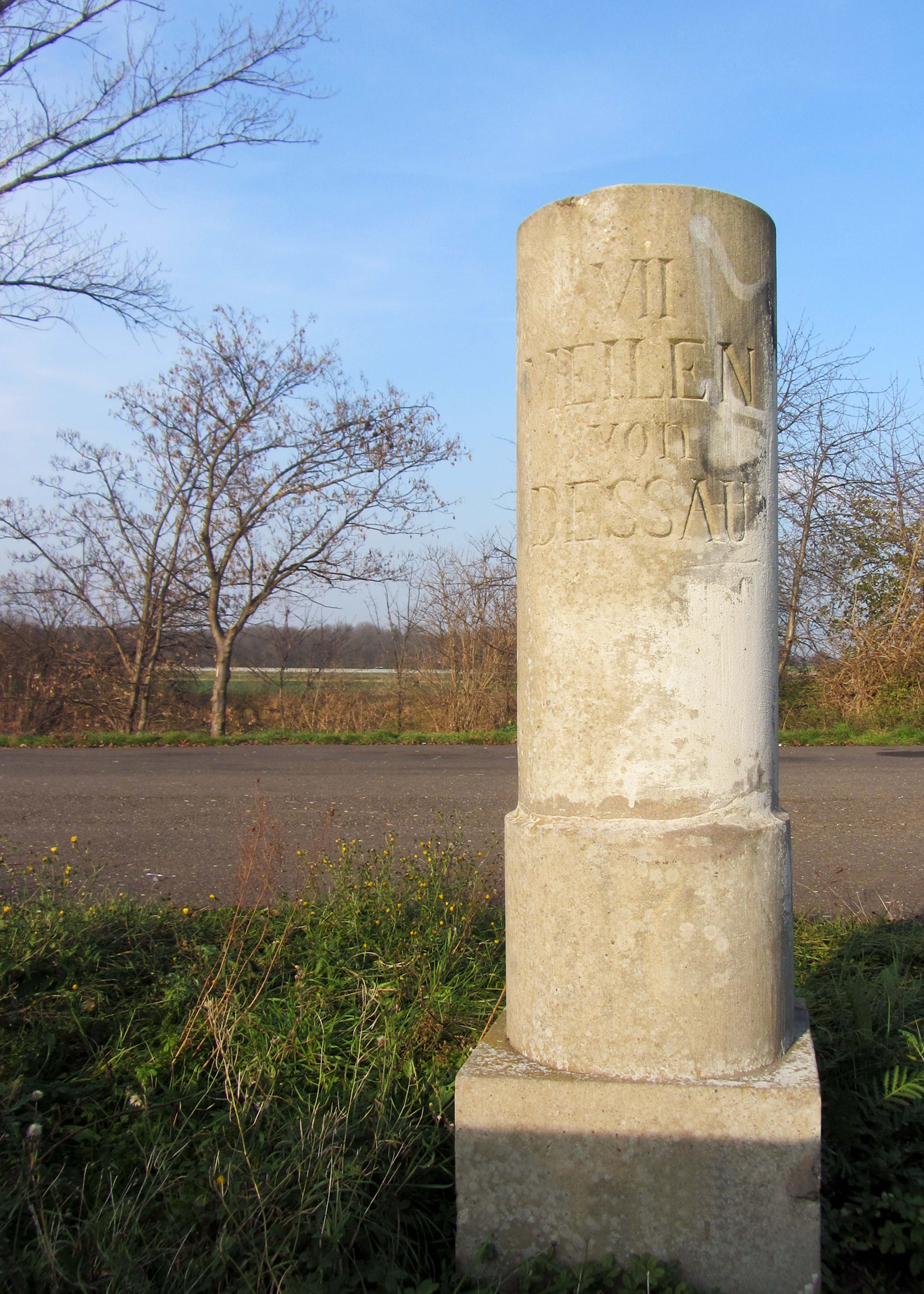
Anhaltischer Meilenstein bei Güsten

Der Meilenstein bei Güsten ist ein Kleindenkmal in der Verbandsgemeinde Saale-Wipper im Salzlandkreis in Sachsen-Anhalt.
Entlang der einstigen Hauptverbindung Anhalts, der Chaussee von Dessau über Köthen und Bernburg in den Harzraum haben sich einige der Meilensteine erhalten und belegen durch ihre Inschriften die einstige Wegführung. Während der Meilenstein in Bernburgs Norden heute keine erkennbare Inschriften mehr trägt, kann man an dem viel geschundenen Stein zwischen Ilberstedt und der Kleinstadt Güsten heute wieder VII Meilen von Dessau lesen. Offenbar handelt es sich aber um eine Kopie des Originalsteins. Er steht unter Denkmalschutz und trägt im Denkmalverzeichnis die Erfassungsnummer 094 97909.
Der anhaltische Rundsockelstein an der Bundesstraße 185 war 90 Zentimeter hoch und wurde 1994, nachdem er bei einem Verkehrsunfall zertrümmert worden war, restauriert. Im Jahr 1997 wurde er umgesetzt, da er wiederholt umgefahren worden war. Auch im Jahr 1999 wurde der Stein von einem Auto umgeworfen. Diesmal wurde er allerdings nur aufs Feld geschleudert und konnte wieder aufgestellt werden. Im Jahr 2000 verschwand der Distanzanzeiger, nachdem er erneut umgefahren wurde und zerbrach. Man restaurierte ihn und stellte ihn diesmal erneut an einem neuen Standort – an einem Parkplatz – auf, wo er ein eigenes Fundament erhielt. Im Jahr 2011 wurde der Stein geweißt, nachdem er 2004 mit Graffiti besprüht worden war. Das Original steht mittlerweile in Halberstadt.